# Eleição municipal de Curitiba em 2016
O primeiro turno da eleição municipal da cidade brasileira de Curitiba em 2016 ocorreu em 2 de outubro para eleger um prefeito, um vice-prefeito e 38 vereadores para a administração da cidade, enquanto o segundo turno foi realizado em 30 de outubro.

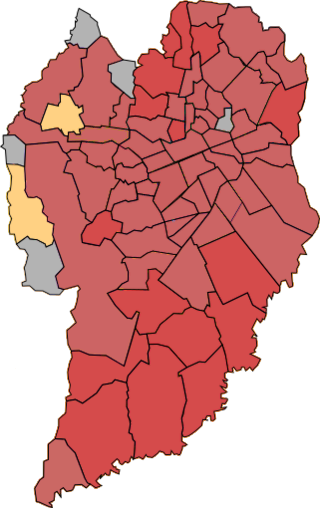
Mapa do primeiro turno por bairros da eleição de Curitiba em 2016. (Degradê)

O prefeito incumbente, Gustavo Fruet, do PDT, não conseguiu a quantidade de votos necessários para chegar ao segundo turno. Rafael Greca, do PMN, juntamente com Ney Leprevost, do PSD, disputaram o segundo turno. Com 53,23% dos votos válidos, o equivalente a 461.736 votos, Greca foi eleito prefeito de Curitiba. Este foi o segundo mandato (não-consecutivo) a qual Greca foi eleito para a prefeitura de Curitiba.

## Candidatos oficializados a Prefeitura Municipal
- Ademar Pereira (PROS): O Partido Republicano da Ordem Social oficializou em convenção a chapa puro-sangue que concorrerá ao executivo municipal O cabeça de chapa será Ademar Pereira, empresário e vice-presidente da Federação Nacional das Escolas Particulares. Já o vice será Porfirio Vengue, servidor da Câmara de Curitiba.[2]
- Xênia Mello (PSOL): O PSOL confirmou o nome da advogada, militante do movimento feminista e da causa LGBT e servidora pública Xênia Mello à prefeitura de Curitiba. O candidato a vice será o servidor do Tribunal de Justiça, Rodolfo Jaruga. O PSOL se coligará com o PCB, formando a Frente de Esquerda,[3] que ainda conta com grupos sem legenda partidária, como o Polo Comunista Luiz Carlos Prestes.[4]
- Afonso Rangel (PRP): O Partido Republicano Progressista lançou, o nome do empresário Afonso Rangel como candidato à Prefeitura de Curitiba. O nome do candidato a vice ainda esta em aberto.[5] Teve a candidatura indeferida definitivamente a menos de uma semana para o pleito, pela ausência da prestação de contas de candidatura em 2012.[6]
- Rafael Greca (PMN): O Partido da Mobilização Nacional homologou o nome do ex-prefeito Greca para a disputa do executivo municipal. Fazem parte da coligação o PSDB, do governador Beto Richa, PSB, do ex-prefeito Luciano Ducci, além do Democratas, PTN, PTdoB e o PSDC.[7] O PSDB indicou o nome de Eduardo Pimentel Slaviero, para a vice na chapa de Greca.[8]
- Ney Leprevost (PSD): O PSD oficializou em convenção conjunta com PSC e PEN, o nome do deputado Leprevost para a Prefeitura de Curitiba. A convenção deixou em aberto a indicação do vice, que deverá ser definido até o fim do prazo estabelecido, no dia 5 de agosto. PSL, PPL, PTC e PCdoB já confirmaram o apoio a candidatura.[9] O médico  João Guilherme, do PSC, foi escolhido o candidato a vice na chapa.[10]
- Tadeu Veneri (PT): O Partido dos Trabalhadores confirmou o nome do deputado Tadeu Veneri, líder da oposição do governo Richa, como candidato a chefia do executivo municipal. O partido irá para a disputa com chapa pura-sangue.[11] O advogado Nasser Allan foi escolhido como candidato a vice na chapa petista.[12]
- Requião Filho (PMDB): O PMDB confirmou o nome do deputado Requião Filho para a cabeça de chapa visando a Prefeitura Municipal. O vereador Jorge Bernardi (REDE), foi oficializado pelo seu partido com vice. A coligação também se estenderá para a disputa proporcional.[13]
- Gustavo Fruet (PDT): O PDT oficializou a candidatura de Fruet para a reeleição do executivo municipal. A candidatura conta com o apoio do Partido Verde, do PTB, do PRB e do PPS.[14]
- Maria Victoria Barros (PP): O PP oficializou o nome da deputada Maria Victoria para a disputa à Prefeitura Municipal. A coligação conta com o apoio do Partido da República, do PHS, do PMB, do SD e do PRTB, que indicará o vice, Luciano Pizzatto.[15][16]

| Candidato a prefeito     | Candidato a vice-prefeito | Número Eleitoral | Coligação                                                       | Coligações proporcionais                                                 | Tempo de horário eleitoral |
| ------------------------ | ------------------------- | ---------------- | --------------------------------------------------------------- | ------------------------------------------------------------------------ | -------------------------- |
| Rafael Greca PMN         | Eduardo Pimentel PSDB     | 33               | Curitiba Inovação e Amor PMN, PSDB, PSB, DEM, PTdoB, PSDC e PTN | Curitiba Inovação e Amor PMN/PSB/DEM Curitiba Melhor PSDB/PTdoB PSDC PTN | 2min11s                    |
| Gustavo Fruet PDT        | Paulo Salamuni PV         | 12               | Curitiba Segue em Frente PDT, PRB, PTB, PPS e PV                | PDT/PRB PTB PV PPS                                                       | 1min34s                    |
| Ney Leprevost PSD        | João Guilherme PSC        | 55               | Corrente do Bem PSD, PSC, PEN, PSL, PTC, PCdoB e PPL            | Curitiba mais Forte PTC/PPL/PCdoB PSD PSC PSL PEN                        | 1min12s                    |
| Maria Victoria Barros PP | Luciano Pizzatto PRTB     | 11               | Renova Curitiba PP, SD, PRTB, PR, PHS e PMB                     | Vereadores Renova Curitiba PP/PR/PMB PRTB PHS SD                         | 1min46s                    |
| Requião Filho PMDB       | Jorge Bernardi REDE       | 15               | Curitiba Justa e Sustentável PMDB e REDE                        | -                                                                        | 1min20s                    |
| Tadeu Veneri PT          | Nasser Allan PT           | 13               | - PT                                                            | -                                                                        | 1min16s                    |
| Ademar Pereira PROS      | Profirio Vengue PROS      | 90               | - PROS                                                          | -                                                                        | 17s                        |
| Xênia Mello PSOL         | Rodolfo Jaruga PSOL       | 50               | Frente de Esquerda PSOL e PCB                                   | -                                                                        | 11s                        |
| Afonso Rangel PRP        | Rick Villar PRP           | 44               | - PRP                                                           | -                                                                        | 9s                         |

## Pesquisas

### 1º Turno
| Data       | Instituto | Greca (PMN) | Fruet (PDT) | Requião (PMDB) | Ney (PSD) | Victória (PP) | Veneri (PT) | Ademar (PROS) | Rangel (PRP) | Xênia (PSOL) | Brancos e nulos | Indecisos |
| ---------- | --------- | ----------- | ----------- | -------------- | --------- | ------------- | ----------- | ------------- | ------------ | ------------ | --------------- | --------- |
| 23/08/2016 | IBOPE     | 28%         | 19%         | 16%            | 6%        | 4%            | 2%          | 1%            | 1%           | 1%           | 11%             | 11%       |
| 19/09/2016 | IBOPE     | 45%         | 16%         | 8%             | 6%        | 6%            | 4%          | 1%            | 0%           | 1%           | 9%              | 4%        |
| 29/09/2016 | Opinião   | 30%         | 13%         | 6%             | 11%       | 8%            | 3%          | 1%            | 0%           | 1%           | 9%              | 14%       |
| 01/10/2016 | IBOPE     | 35%         | 22%         | 9%             | 17%       | 8%            | 6%          | 1%            |              | 2%           | 9%              | 5%        |

### 2º Turno
| Data       | Instituto | Greca (PMN) | Ney (PSD) | Brancos e nulos | Indecisos |
| ---------- | --------- | ----------- | --------- | --------------- | --------- |
| 21/10/2016 | IBOPE     | 39%         | 44%       | 12%             | 5%        |
| 29/10/2016 | IBOPE     | 41%         | 40%       | 14%             | 5%        |

## Debates televisionados
Seguindo a tradição, o Grupo Bandeirantes de Comunicação fará o primeiro debate entre os candidatos à prefeitura nas principais cidades do país. A Band confirmou que o dia 22 de agosto abrirá o calendário de debates no 1º turno. O primeiro debate do 2º turno foi agendado para 7 de outubro.

### 1º Turno
| Data           | Organizador(es)             | Rafael Greca (PMN) | Maria Victoria (PP) | Gustavo Fruet (PDT) | Requião Filho (PMDB) | Tadeu Veneri (PT) | Ney Leprevost (PSD) | Ademar Pereira (PROS) | Xênia Mello (PSOL) | Afonso Rangel (PRP) |
| -------------- | --------------------------- | ------------------ | ------------------- | ------------------- | -------------------- | ----------------- | ------------------- | --------------------- | ------------------ | ------------------- |
| 22 de agosto   | Band Curitiba               | Presente           | Presente            | Presente            | Presente             | Presente          | Presente            | Presente              | Presente           | Presente            |
| 25 de setembro | RIC TV Curitiba/Rede Record | Presente           | Presente            | Presente            | Presente             | Presente          | Presente            | Presente              | Não convidado      | Não convidado       |
| 29 de setembro | RPC Curitiba/Rede Globo     | Presente           | Presente            | Presente            | Presente             | Presente          | Presente            | Não convidado         | Não convidado      | Não convidado       |

### 2º Turno
| Data          | Organizador(es)             | Rafael Greca (PMN) | Ney Leprevost (PSD) |
| ------------- | --------------------------- | ------------------ | ------------------- |
| 7 de outubro  | Band Curitiba               | Presente           | Presente            |
| 23 de outubro | RIC TV Curitiba/Rede Record | Presente           | Presente            |
| 29 de outubro | RPC Curitiba/Rede Globo     | Presente           | Presente            |

## Resultados

### Prefeito
| Candidato(a)           | Vice                    | 1º turno 2 de outubro de 2016 | 1º turno 2 de outubro de 2016 | 2º turno 30 de outubro de 2016 | 2º turno 30 de outubro de 2016 |
| Candidato(a)           | Vice                    | Total                         | Percentagem                   | Total                          | Percentagem                    |
| ---------------------- | ----------------------- | ----------------------------- | ----------------------------- | ------------------------------ | ------------------------------ |
| Rafael Greca (PMN)     | Eduardo Pimentel (PSDB) | 356.539                       | 38,38%                        | 461.736                        | 53,23%                         |
| Ney Leprevost (PSD)    | João Guilherme (PSC)    | 219.727                       | 23,66%                        | 405.315                        | 46,77%                         |
| Gustavo Fruet (PDT)    | Paulo Salamuni (PV)     | 186.067                       | 20,03%                        |                                |                                |
| Maria Victoria (PP)    | Luciano Pizzatto (PRTB) | 52.576                        | 5,66%                         |                                |                                |
| Requião Filho (PMDB)   | Jorge Bernardi (REDE)   | 52.017                        | 5,60%                         |                                |                                |
| Tadeu Veneri (PT)      | Nasser Allan (PT)       | 39.758                        | 4,28%                         |                                |                                |
| Ademar Pereira (PROS)  | Profirio Vengue (PROS)  | 11.489                        | 1,24%                         |                                |                                |
| Xênia Mello (PSOL)     | Rodolfo Jaruga (PSOL)   | 10.683                        | 1,15%                         |                                |                                |
| Afonso Rangel (PRP)    | Rick Villar (PRP)       | 0                             | 0%                            |                                |                                |
| Total de votos válidos | Total de votos válidos  | 928.856                       | 86,22%                        | 867.051                        | 84,20%                         |
| → Votos em branco      | → Votos em branco       | 51.495                        | 4,78%                         | 44.834                         | 4,35%                          |
| → Votos nulos          | → Votos nulos           | 96.901                        | 9%                            | 117.920                        | 11,45%                         |
| Total                  | Total                   | 1.077.252                     | 83,56%                        | 1.029.805                      | 79,88%                         |
| Abstenções             | Abstenções              | 247.223                       | 16,44%                        | 259.399                        | 20,12%                         |
| Total de inscritos     | Total de inscritos      | 1.289.204                     | 100%                          | 1.289.204                      | 100%                           |

| Partido | Partido | Candidato | Votos   | Votos (%) |
| ------- | ------- | --------- | ------- | --------- |
|         | PMN     | Greca     | 356 539 | 38,38%    |
|         | PSD     | Leprevost | 219 727 | 23,66%    |
|         | PDT     | Fruet     | 186 067 | 20,03%    |
|         | PP      | Maria     | 52 576  | 5,66%     |
|         | PMDB    | Requião   | 52 017  | 5,6%      |
|         | PT      | Veneri    | 39 758  | 4,28%     |
|         | PROS    | Ademar    | 11 489  | 1,24%     |
|         | PSOL    | Xênia     | 10 683  | 1,15%     |
|         | PRP     | Rangel    | 0       | 0%        |
| Totais  | Totais  | Totais    | 928 856 |           |
| Fonte:  |         |           |         |           |

| Partido | Partido | Candidato | Votos   | Votos (%) |
| ------- | ------- | --------- | ------- | --------- |
|         | PMN     | Greca     | 461 736 | 53,25%    |
|         | PSD     | Leprevost | 405 315 | 46,75%    |
| Totais  | Totais  | Totais    | 867 051 |           |

### Câmara de Vereadores
| Coligação                                | Votos populares | Votos populares | Vagas   |
| Coligação                                | Votos           | %               | Eleitos |
| ---------------------------------------- | --------------- | --------------- | ------- |
| PDT/PRB                                  | 100.966         | 11,46%          | 06      |
| Curitiba Inovação e Amor (PMN/PSB/DEM)   | 92.506          | 10,50%          | 05      |
| PSD                                      | 65.462          | 7,43%           | 04      |
| Curitiba Melhor (PSDB/PTdoB)             | 62.869          | 7,14%           | 03      |
| PSC                                      | 60.781          | 6,90%           | 03      |
| PSDC                                     | 43.619          | 4,95%           | 02      |
| PV                                       | 41.921          | 4,76%           | 02      |
| PTN                                      | 40.110          | 4,55%           | 02      |
| PTB                                      | 37.018          | 4,20%           | 02      |
| Curitiba Justa e Sustentável (PMDB/REDE) | 36.349          | 4,13%           | 02      |
| Vereadores Renova Curitiba (PP/PR/PMB)   | 34.322          | 3,90%           | 02      |
| PPS                                      | 29.383          | 3,34%           | 01      |
| SD                                       | 29.025          | 3,30%           | 01      |
| PRP                                      | 28.890          | 3,28%           | 01      |
| PT                                       | 27.892          | 3,17%           | 01      |
| PROS                                     | 24.254          | 2,75%           | 01      |
| Frente de Esquerda (PSOL/PCB)            | 21.694          | 2,46%           | 00      |
| Curitiba mais Forte (PTC/PPL/PCdoB)      | 20.894          | 2,37%           | 00      |
| PRTB                                     | 20.301          | 2,30%           | 00      |
| PSL                                      | 19.446          | 2,21%           | 00      |
| NOVO                                     | 18.144          | 2,06%           |         |
| PHS                                      | 15.384          | 1,75%           | 00      |
| PEN                                      | 8.946           | 1,02%           | 00      |
| PSTU                                     | 524             | 0,06%           | 00      |
| PCO                                      | 169             | 0,02%           | 00      |